# 赫里奥克
赫里奥克（Heriok），是印度曼尼普尔邦Thoubal县的一个城镇。总人口2445（2001年）。

## 人口
该地2001年总人口2445人，其中男性1206人，女性1239人；0—6岁人口364人，其中男185人，女179人；识字率56.36%，其中男性为67.83%，女性为45.20%。